# 季尼亚尔·比利亚列特季诺夫
迪尼亞爾·比耶列甸洛夫，1985年5月27日—），俄羅斯足球運動員，現為俄羅斯國家隊主力球員，效力于俄超球會莫斯科斯巴達。他的父親Rinat Bilyaletdinov是一名職業足球運動員，現在是教練。

## 球員职业生涯
比耶列甸洛夫的職業生涯開始於莫斯科火車頭。首次亮相於2004年，比耶列甸洛夫成為一線隊球員。在他的第一個賽季球隊贏得了俄羅斯足球超級聯賽，並當選為聯賽的年輕球員獎。2009年8月，比耶列甸洛夫與英超球會愛華頓簽署了一份為期四年的合約，轉會費沒有透露。他首次為愛華頓上陣是以2:1擊敗韋根的聯賽賽事，他第89分鐘後備上陣。
比耶列甸洛夫一直未能融入球隊，加盟兩年多後，於2012年1月29日返回俄羅斯轉投莫斯科火車頭。

## 國家隊生涯
比耶列甸洛夫首次成為俄羅斯國家足球隊大國腳是在20歲，司職進攻中場。他入選了2008年歐洲國家盃預選賽名單。 他攻入了對以色列扳平的一球，但是球隊最終以1-2落敗。在接下來對安道爾的賽事，他協助瑟喬夫攻入致勝球，協助球隊進入2008年歐洲國家盃決賽週。 
他入選了於奧地利和瑞士舉行的2008年歐洲國家盃名單，俄羅斯的所有賽事都全數踢滿所有時間。
2009年11月14日比耶列甸洛夫在2010年世界盃外圍賽附加賽主場對斯洛文尼亞包辦俄羅斯兩個入球，但比賽末段被對手搶回一個作客入球以2-1僅勝完場。不幸的是俄羅斯作客第二回合以1-0落敗，兩回合總比數2-2，斯洛文尼亞憑藉作客入球優惠制出線，比耶列甸洛夫最終無緣世界盃。

## 榮譽
- 莫斯科火車頭
  - 俄羅斯超級聯賽冠軍：2004
  - 俄羅斯盃冠軍：2007
  - 俄羅斯超級杯冠軍：2005
  - 独联体杯冠軍：2005